# Мискантус сахароцветный
Мискантус сахароцветный или веероцветник сахароцветный (лат. Miscanthus sacchariflorus) — вид травянистых растений рода Мискантус (Miscanthus) семейства Злаки (Poaceae).

## Ботаническое описание
Многолетние травы с подземными побегами. Стебли 150—200 см высотой, прямые, голые и гладкие. Листья линейные, 40—60 см длиной и до 1,8 см шириной, плоские, голые.
Соцветие около 25 см длиной, широкояйцевидное или веерообразное, бело-серебристое или розовато-серебристое, с веточками в 8—15 см длиной. Колоски около 5 мм длиной, окруженные шелковистыми волосками, вдвое длиннее их самих; колосковые чешуи кожистые, волосистые; цветковые чешуи перепончатые, верхняя много короче нижней, голые или почти голые. Цветение — июль, август; плодоношение — сентябрь, октябрь.

## Распространение и экология
Юг Дальнего Востока России, Япония, Корея, Китай. Растёт на заливных лугах и по берегам речек.

## Применение
Культивируется в садах как декоративное растение.

## Охрана
Вид внесён в Красную книгу Амурской области. Охраняется в Хинганском заповеднике, растёт в Муравьёвском парке и заказнике «Симоновский».